# Jaroslav Rybakov
Jaroslav Vladimirovitj Rybakov (født 22. november 1980) er en russisk højdespringer, der har opnået en række store resultater ved internationale konkurrencer. Blandt disse resultater kan nævnes guldmedaljen ved VM 2009 udendørs i Berlin samt indendørs 2006 i Moskva. Desuden er han guldvinder fra EM i München 2002, og han har vundet flere sølv- og bronzemedaljer ved VM, EM og OL. Hans personlige rekorder lyder på 2,35 m (udendørs) samt 2,38 m (indendørs).
| Atletikudøver | Spire Denne biografi om en atletikudøver er en spire som bør udbygges. Du er velkommen til at hjælpe Wikipedia ved at udvide den. |